# Eupithecia biedermanata
Eupithecia biedermanata es una especie de polilla de la familia Geometridae. La especie fue descrita por primera vez por Cassino y Swett habiendo sido descrita en 1922, con distribución en Arizona. El holotipo de la especie fue descrita en los alrededores de Hereford.

## Distribución
El holotipo de E. biedermanata fue un individuo macho localizado en las colinas de Huachuca conocidas como Carr Canyon en el condado de Cochise, al sureste del estado Arizona donde abundan loas plantas huésped. La comunidad de Hereford es la más cercana al cañón pero carece de la planta huésped por lo que no se ha descrito la presencia de esta polilla en esa comunidad.

## Descripción
E. biedermanata es una especie poco usual en su género por su color rojizo. La envergadura de las alas anteriores es de 9 a 10,5 milímetros (0,4 a 0,4 plg). Las alas anteriores son de la forma típica y ferruginosas. Las alas anteriores de la E. miamata, que originalmente se describió como esta especie, son de color gris cobrizo opaco. Se han registrado adultos volando en abril y mayo.
Sus palpos son oscuros. La cabeza tiene clípeo rojo oscuro, claro por la parte de arriba pero oscuro delante de las antenas y claro de nuevo entre y detrás de las antenas. El tórax y el abdomen son oscuros, rojizos.
En la parte superior de las alas traseras, cuenta con una mancha ferruginosa, de color óxido, lo que lo distingue entre otras especies Eupithecia, rodeado por maculaciones oscuras, casi negras.
Las orugas se alimentan de las flores de Arbutus arizonica, conocidas localmente como «madroño de Arizona» (del inglés, Arizona madrone.) Las orugas tienen diseños y colores crípticos para mezclarse con las flores de la planta huésped. La pupa tiene lugar en mayo. La planta huésped del fenotipo gris puede ser otro arbusto cuya corteza gris o marrón grisácea hace contraste al color al que los adultos están adaptados. Otra posible planta huésped es Garrya flavescens.

## Taxonomía
Como es costumbre, la diferencia entre organismos muy parecidos se hace por medio de la morfología de sus aparatos genitales. Dado que no existen diferencias genitales aparentes entre los dos taxones se considera que E. miamata, descrita por primera vez por Samuel E. Cassino, es un fenotipo gris de E. biedermanata que se ha adaptado a un huésped larval diferente y a un color de sustrato de descanso también diferente. La especie tiene gran parecido en su morfología genital con otra especie de Arizona y de la Costa Oeste de los Estados Unidos, Eupithecia gilvipennata.